# Сад ад-дин ат-Тафтазани
Сад ад-дин Macуд ибн Умар ат-Тафтазани (араб. سعد الدين التفتازاني‎;
1322, Тафтазан, Хорасан — 1390, Самарканд) — персидский философ, видный представитель позднего калама. Его сочинения по логике, юриспруденции, поэтике, грамматике, математике, риторике и коранической экзегетике пользовались популярностью в качестве учебных пособий.

## Биография
Родился в 1322 году в селении Тафтазан, близ Ниса (Хорасан, совр. Туркменистан). Учился у таких известных богословов как аль-Иджи и Кутб ад-дин ар-Рази (ум. 1365). Около тридцати лет провел в скитаниях, преподавал в различных медресе Мавераннахра. Работал в Герате и Гиджуване. По приглашению хана Джанибека работал в Сарае, затем в Ширазе при дворе Шах Шуджа. По приглашению Тамерлана приехал в Самарканд, где находился при его дворе вплоть до своей кончины. Ибн Хаджар аль-Аскалани сказал о нём, что «наука на Востоке закончилась с его уходом» и «никто никогда не сможет его заменить». Он умер в Самарканде в 1390 году и был похоронен в Серахсе (ныне город на границе Туркмении и Ирана).
При жизни он написал трактаты по грамматике, риторике, теологии, логике, праву и толкованию Корана. Его труды веками использовались в качестве учебников в османских медресе и по сей день используются в иранских медресе. Он завершил "Шарх-и аз-Занджани", который был его первой и одной из самых известных работ, в возрасте 16 лет. Он также написал комментарий к Корану на персидском и перевел один из томов поэзии Саади «Бустан» с персидского на тюркский язык. Однако основную часть своих сочинений писал на арабском.
Его трактаты и комментарии к ним, являются классическими книгами» для студентов, изучающих исламское богословие, а его работы называют «собранием различных взглядов на великие доктрины ислама».
Историк Ибн Хальдун сказал о нём: «Я нашёл в Египте множество трудов по интеллектуальным наукам, написанных известным человеком Сад ад-Дином ат-Тафтазани, уроженцем Герата, одной из деревень Хорасана. Некоторые из них посвящены каламу (спекулятивному богословию), основам фикха и риторики, что свидетельствует о его глубоком знании этих наук. Их содержание говорит о том, что он хорошо разбирался в философских науках и был далеко продвинут в остальных науках, связанных с разумом и логикой.

## Труды
Ат-Тафтазани прославился обширными познаниями в каламе, геометрии, логике, грамматике арабского языка и поэтике. В последующие столетия огромной популярностью пользовались его компендиумы по каламу.
К его работам были составлены многочисленные комментарии:
- Тахзиб аль-мантик ва-ль-калам — труд, сохранившийся в комментариях ад-Даввани и аль-Курдисгани.
- Макасид фи ильм аль-калам (Макасид ат-талибин, сокр. аль-Макасид) — дошёл до нас в комментариях самого ат-Тафтазани[4]. Макасид оставлен по образцу «Мавакиф» своего учителя аль-Иджи. Снабжён собственными глоссами «Шарх аль-Макасид», представляющее собой энциклопедию Корана эпохи синтеза с арабоязычным перипатетизмом[3].

Ат-Тафтазани прославился также своими глоссами к «Символу веры» ан-Насафи (ум. 1142) — «Шарх аль-акаид ан-насафийя». В этом труде также содержатся изложения идей об атомистическом строении пространства и времени.
Писал глоссы к юридическим сочинениям по шафиитскому и ханафитскому мазхабу. Комментарии ат-Тафтазани к трактату ан-Насафи дают основание причислять его к матуридитам, однако в аль-Макасид он предстает как сторонник ашаризма.

### Смерть
Шейх Тафтазани умер в понедельник, 22 дня месяца священного мухаррам 792 года по хиджре, что соответствует 17 января 1390 года. Умер в Самарканде, однако похоронили его в г.Серахс в среду 9 дня месяца Джумада аль-авваль того же года.
На могильном камне было написано: «О посетители, поприветствуйте последнее пристанище истинного имама и авторитетного ученого мужа, султана всех ученых и писателей, наследника знаний пророков и посланников Божьих, весов справедливости и крепости разума, очистителя веры, печати прилежных учёных Абу Саида Саада аль-Хакка ад-Дина Масгуда, судьи Имамов всех людей, ибн Умар аль-Мавля аль-Муаззым, судья всех судей, довод нации и религии, сын имама ар-Раббани, ученного Самадани, муфтия Ашаритов и Матуридитов, султана познавших Аллаха, кутба василов, Солнце Истины и Религии, воина ат-Тафтазани – да освятит Аллах его благословенную душу, и ниспустит в Райскую обитель с другими душами».

## Библиографи
- - Шарх рисаля аш-шамсия شرح الرسالة الشمسية (Комментарий к учебнику по арабскому языку «Солнцеподобный трактат»);
  - Рисаля фи завия аль-мусалляс (Трактат об углах треугольника);
  - Тахзиб аль-мантык валь калям تهذیب المنطق و الکلام (Обучение логике и каламу);
  - Тальвих иля Кашфи Хакаик ат-Танкых التلويح إلى كشف حقائق التنقيح (усуль фикх)
  - Хашияту Мухтасар аль-Мунтаха (усуль фикх)
  - «Мифтах уль-Фикх» مفتاح الفقه (также известный как «Мифтах», книга по шафиитскому фикху)
  - Аль-Фатава аль-Ханафия  رسالة فتاوی حنفی (подробное собрание его юридических решений по мазхабу ханафи за всю его юридическую карьеру).
  - Шархуль Фараид – Сираджийя (книга по фикху, семейное право).
  - Аль-Мутавваль المطول  (книга по красноречию)
  - Аль-Мухтасар (также известный как Мухтасар аль-Маани, учебник по красноречию).
  - Шарху Мифтахуль Улюм مفتاح العلوم
  - Шарх тасриф аз-Занджани شرح تصريف الزنجاني (также известный как Шархуль Иззи фи ат-Тасриф, также известный как Са'дийе). Его первая работа, написанная в 16 летнем возрасте.
  - Аль-Иршад إرشاد الهادي (также известный как Иршадуль Хади, написана как комментарий к книге по грамамматике «Кафия» Ибн Хаджиба).
  - Ан-нигам ас-савабиг фи шарх калям ан-авабиг النعم السوابغ فی شرح الکلم النوابغ
  - «Шарх аль-Макасид» شرح المقاصد.  - Самая передовая и всеобъемлющая книга по ашарийскому богословию, написанная на сегодняшний день наряду с «Шарх     аль-Мавакиф» шейха Али аль-Джурджани.
  - Шархуль Хадис аль-Арбагин ан-Нававие شرح الاربعین النَّوَویة (комментарии на книгу хадисов имама Навави).
  - «Хашият аляль кашаф» الحاشية على الكشاف - редкое произведение Тафтазани по Тафсиру, которое учёный так и не закончил или не успел составить в одну книгу при жизни. Есть три рукописи, проливающие свет на эту тему и известные публике в музеях и частных коллекциях. Одна из них датируется 1725 г., находящаяся в частной коллекции в Саудии, другие 1787 и 1815 гг.
  - Таркибуль гариб ват-тартибуль аджиб (учебник по грамматике арабского языка)
  - Мухтасар шарх талхисуль джамиуль кабир مختصر شرح تلخيص الجامع الكبير (фикх ханафи)
  - Шарх Исагуджи Абхари شرح ایساغوجی ابهری Комментарии к книге по логике «Исагуджи» шейха Асируддина Абхари.
  - Рисалят аль-икрах رسالة الاءکراه

Переводы: 
1) Толкование акиды «Ан-Насафия» (Шарх ан-насафиййа фи-л-‘акида ал-исламиййа). Книга написана на арабском языке современным иракским учёным, профессором богословия ‘Абд аль-Маликом ас-Са‘ди. Переведена на рус.яз. Р.Адыгамовым, кандидатом исторических наук, доцентом, старшим научным сотрудником отдела истории религии и общественной мысли Института истории АН РТ.